# Cedarinia reticulata
Cedarinia reticulata är en insektsart som först beskrevs av Carl Stål 1878.  Cedarinia reticulata ingår i släktet Cedarinia och familjen gräshoppor. Inga underarter finns listade i Catalogue of Life.